# Pieter Bladelin
Pieter Bladelin (* um 1408 in Brügge; † 6. April 1472 in Middelburg in Flandern) war ein Patrizier, ein führender Bürger der Stadt Brügge, deren Stadtkämmerer  er 1436 wurde. Weiter war er auch für die Grafschaft Flandern tätig und kam ab 1441 an den Hof Philipp des Guten und war dann für diesen Herzog von Burgund und Graf von Flandern in verschiedenen administrativen Aufgaben tätig.
Bladelin war sehr vermögend und erbaute sich um 1440 den Hof Bladelin, ein Privatgebäude in der Stadt Brügge, das damals als eines der führenden Häuser der Stadt galt.
Bladelin hatte um 1446 von einem Kloster in Flandern Land aufgekauft. Er hat dann darauf um 1450 ein Schloss gebaut und soll daneben das Städtchen Middelburg in Flandern gegründet haben.

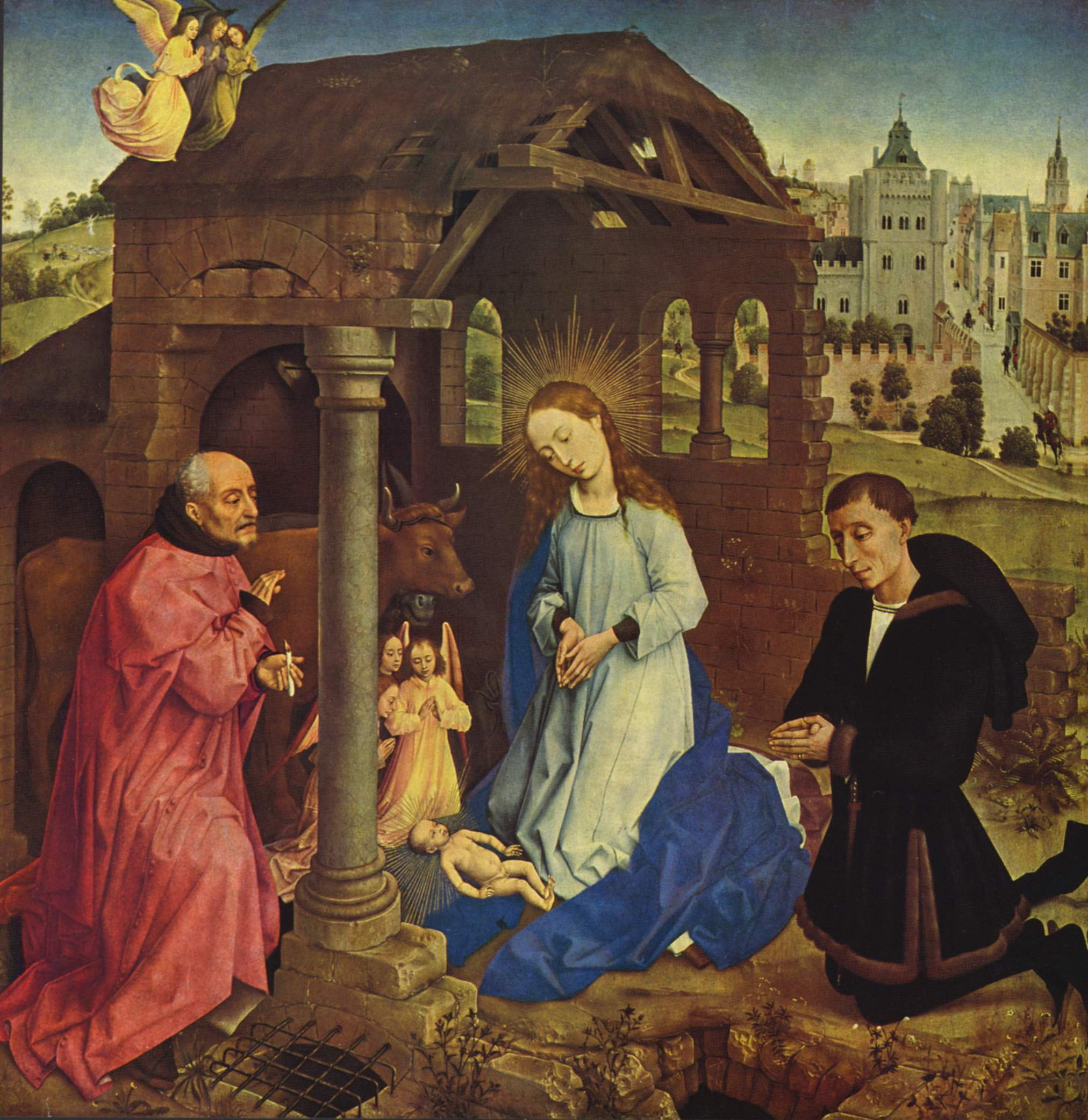
Bladelin-Altar von Rogier van der Weyden. Rechts der Auftraggeber

Nach 1450 oder eventuell auch etwas früher um 1445 stiftete er wahrscheinlich einen Altar des Ortes, ein heute als Bladelin-Altar bekanntes Werk des flandrischen Malers Rogier van der Weyden. Eventuell handelt es sich bei dem auf dem Mittelteil in burgundischer Kleidung dargestellten Stifter um ein Porträt von Bladelin. Das Bild befindet sich heute in der Gemäldegalerie in Berlin.
1451 wurde er zum Schatzmeister (Tresorier) des 1430 von Philip dem Guten gestifteten Ordens vom Goldenen Vlies ernannt.
Bladelin war verheiratet und starb jedoch kinderlos.
Nach Bladelin war heute auch eine Sorte von Bier einer kleinen Privatbrauerei in Flandern benannt, das auf dem Etikett das Bild des Stifters vom Bladelin-Altars zeigte.